# Liel Abada
Liel Abada (hebräisch ליאל עבדה; * 3. Oktober 2001 in Petach Tikwa) ist ein israelischer Fußballspieler, der beim Charlotte FC in der Major League Soccer unter Vertrag steht.

## Karriere

### Verein
Liel Abada begann seine Karriere in seiner Geburtsstadt bei Hapoel Petach Tikwa und Maccabi Petach Tikwa. Sein Debüt als Profi gab er für Maccabi im August 2019 im Israelischen Pokal gegen Hakoah Amidar Ramat Gan. In der Saison 2018/19 kam der 17-Jährige zudem auf zwei Ligaspiele. Als Tabellenvorletzter stieg der Verein jedoch in die zweite Liga ab. Der Verein gab Abada in der folgenden Zweitligaspielzeit immer mehr Spielanteile. Dies mündete mit dem direkten Wiederaufstieg als Meister. In 29 Partien traf das Talent achtmal, womit er hinter Dor Hugi und Lidor Cohen drittbester Torjäger der Mannschaft war. In der folgenden Erstligasaison 2020/21 verhalf Abada dem Verein als Aufsteiger sich für den Europapokal zu qualifizieren. Als Stammspieler konnte er in 36 Spielen 12 Tore erzielen, womit er bester Torschütze von Petach Tikwa war.
Im Juli 2021 wechselte der 19-jährige Abada für eine Ablösesumme zu Celtic Glasgow nach Schottland und unterschrieb einen Fünfjahresvertrag. Am 20. Juli 2021 erzielte er bei seinem Debüt im Hinspiel des Champions-League-Qualifikationsspiels der zweiten Runde von Celtic gegen den dänischen Verein FC Midtjylland ein Tor, das mit einem 1:1-Heimremis endete. Am 21. August 2021, in seinem dritten Auftritt in der Scottish Premiership, erzielte Abada sowohl seine als auch Celtics ersten beiden Ligatore, was zu einem 6:0-Heimsieg über den FC St. Mirren führte. Am 4. November 2021 erzielte er den Siegtreffer für Celtic in einem Gruppenphasenspiel der UEFA Europa League gegen den ungarischen Klub Ferencváros. Am 26. Dezember 2021 erzielte Abada in einem Premiership-Spiel gegen den FC St. Johnstone einen frühen Doppelpack und bescherte seinem Team damit einen 3:1-Auswärtssieg. Abada gewann die Auszeichnung PFA Scotland Young Player of the Year für die Saison 2021/22 und gewann mit Celtic die Schottische Meisterschaft und den Ligapokal.
Am 28. August 2022 erzielte Abada einen Hattrick und bereitete ein Tor bei einem 9:0-Auswärtssieg gegen Dundee United in der Liga vor. Am 3. September 2022 erzielte er sowohl das erste als auch das dritte Tor gegen die Glasgow Rangers in einem Old-Firm-Derby-Ligaspiel, das mit einem 4:0-Heimsieg für Celtic endete. Abada bestritt am 6. September 2022 seinen ersten Auftritt in der Gruppenphase der UEFA Champions League, als er im Auftaktspiel gegen den spanischen Klub Real Madrid spielte. Am 19. Oktober 2022 erzielte er innerhalb von 11 Minuten einen Doppelpack und fügte später im Viertelfinale des Scottish League Cup 2022/23 einen Assist gegen den FC Motherwell hinzu, um sein Team zu einem 4:0-Auswärtssieg zu führen. Im Januar 2023 wurde Abada in die offizielle 40-Mann-Liste von UEFA.com aufgenommen – die die besten jungen Spieler des Kontinents kürte, die „das Potenzial haben, den europäischen Fußball im Jahr 2023 im Sturm zu erobern“. Mit Celtic gewann er 2023 das schottische Tripple aus Meisterschaft, Pokal und Ligapokal.
Am 1. September 2023 unterzeichnete Abada einen neuen Vierjahresvertrag bei Celtic. Seine Karriere bei Celtic wurde durch den Krieg in Israel und Gaza beeinträchtigt, da die Fangruppe der Green Brigade kurz nach Beginn des Konflikts im Oktober 2023 ihre Unterstützung für die Palästinenser demonstrierte. Abada traf sich nach diesen Auftritten mit der Geschäftsleitung von Celtic, was dazu führte, dass er in Israel kritisiert wurde, und Celtic gab eine Erklärung ab, in der es hieß, es sei „unangemessen“, dass die Fans diese Botschaften zeigten. Abada stand in dieser Zeit wegen einer Verletzung nicht im Kader und kehrte im Dezember zum Team zurück. Celtic-Trainer Brendan Rodgers sagte im Februar 2024, dass es für Abada „herausfordernd“ sei, unter diesen Umständen seine beste Form zu zeigen, und bestätigte dann, dass Abada den Verein verlassen könne.
Abada wechselte im März 2024 für eine Ablösesumme von 8 Millionen Pfund zum Major-League-Soccer-Klub Charlotte FC.

### Nationalmannschaft
Nach seinem Debüt in der israelischen U-16-Nationalmannschaft im Jahr 2017 folgten Länderspiele in weiteren Altersklassen seines Heimatlandes. Mit der U17 nahm Abada 2018 an der Europameisterschaft in England teil. Am 5. Juni 2021 debütierte Abada in der A-Nationalmannschaft gegen Montenegro, als er für Yonas Malede eingewechselt wurde.

## Erfolge
mit Celtic Glasgow:
- Schottischer Meister: 2022, 2023, 2024
- Schottischer Pokalsieger: 2023, 2024
- Schottischer Ligapokal: 2022, 2023

Individuell:
- PFA Scotland Young Player of the Year: 2022